# Diakha
Diakha és una regió del Senegal, situada al sud-oest de Bundu i al nord del riu Gàmbia.
Va ser el centre de la resistència del marabut Mahmadou Lamine el 1886, des de la tata de Dianna.